# Espen Valheim
Espen Valheim (Stavanger, 15 luglio 1991) è un tuffatore norvegese.

## Biografia
Ha un gemello di nome Eirik Valheim, anche lui tuffatore.
Ha partecipato ai campionati mondiali di nuoto di Shanghai 2011 giungendo trentaquattresimo nel concorso del trampolino 3 metri e undicesimo nel trampolino 3 metri sincro, in coppia con il gemello Eirik Valheim.
Si è qualificato ai mondiali di nuoto di Barcellona 2013 nel concorso dei tuffi dalla piattaforma 10 metri sincro, concludendo la gara al tredicesimo posto con il connazionale Daniel Jensen. Nel concorso della piattaforma individuale ha ottenuto il 23º posto.